# Finis (nouvelle)
Pour les articles homonymes, voir Finis.
Finis (titre original : Finis ou Morganson’s Finish) est une nouvelle du Nord canadien de l'écrivain américain Jack London, publié aux États-Unis en 1916. En France, elle a paru pour la première fois en 1927.

## Historique
La nouvelle est publiée initialement dans le Success Magazine en mai 1907 sous le titre Morganson’s Finish, avant d'être reprise dans le recueil The Turtles of Tasman en septembre 1916 sous le titre Finis.

## Résumé
Pas de chiens, pas d'argent, et le scorbut en plus. Morganson est vraiment dans une mauvaise passe...

## Éditions

### Éditions en anglais
- Morganson’s Finish, dans le Success Magazine, mai 1907.
- Finis, dans le recueil The Turtles of Tasman, New York ,The Macmillan Co, septembre 1916.

### Traductions en français
- Sa vie, traduction de Paul Gruyer et Louis Postif in Les Annales, Paris, février 1927.
- Un drame au Klondyke, traduction de Paul Gruyer et Louis Postif, in Les Romanciers américains, janvier 1931.
- La Fin de Morganson, traduit par Bruno Martin.
- Finis, traduit par Marc Chénetier, Gallimard, 2016[1].

## Source
- « Bibliographie de Jack London », sur jack-london.fr (consulté le 19 janvier 2024)